# Шумиха (верхний приток Томи)
Шумиха — река в России, течёт по территории Кемеровского района Кемеровской области.
Впадает в Томь слева в 312 км от устья на высоте 116 м над уровнем моря, в Береговой деревне.

## Данные водного реестра
По данным государственного водного реестра России относится к Верхнеобскому бассейновому округу, водохозяйственный участок реки — Томь от города Новокузнецк до города Кемерово, речной подбассейн реки — Томь. Речной бассейн реки — (Верхняя) Обь до впадения Иртыша.